# Гай Плавцій Прокул
Гай Пла́вцій Проку́л (лат. Gaius Plautius P.f. Proculus, 402/401 — після 356 р. до н. е.) — політичний та військовий діяч Римської республіки, консул 358 року до н. е.

## Життєпис
Походив із плебейського роду Плавціїв. Син Публія Плавція Прокула. Про його молоді роки збереглося мало відомостей. 
У 358 році до н. е. його обрано консулом разом з Гаєм Фабієм Амбустом. Під час своєї каденції з успіхом воював проти герніків, за що отримав від сенату тріумф. Цього ж року його було призначено диктатором Гая Сульпіція Петіка для війни з галами. Гай Плавцій також брав участь в успішних діях римлян біля м. Пренесті.
У 358 році до н. е. диктатор Гай Марцій Рутіл призначив Прокула начальником кінноти. На цій посаді останній з успіхом воював проти етрусків, не дозволивши їм вдертися на римську землю.
Подальша доля Гая Плавція Прокула невідома.